# Papaverină
Papaverina este un alcaloid extras din opiu, utilizat în principal ca antispasmodic în tratamentul spasmelor viscerale și a vasospasmelor (în special cele ale intestinelor, inimii sau creierului) și ocazional în tratamentul disfuncției erectile.
Deși este găsit în extractul de opium, papaverina diferă atât în structură cât și în acțiune farmacologică față de alcaloizii precum morfina și codeina.
Administrată șoarecilor, în testele de laborator, a dus la o creștere a stării de anxietate și dereglări motorii și cognitive, dar există studii care susțin efectele sale antipsihotice.